# Exceptio doli praeteritis
Die exceptio doli praeteritis (exceptio specialis) war im römischen Recht ein Anwendungsspezialfall der exceptio doli (Arglisteinrede). 
Mit der Einrede wurde gegen rechtsmissbräuchliches Verhalten vorgegangen. Voraussetzung war, dass dem Kläger bei Entstehung des klagebegründenden Rechtsverhältnisses vorgeworfen wurde, arglistig gehandelt zu haben. Da zum Zeitpunkt der Klageerhebung das gegen Treu und Glauben (bona fides) verstoßende, schadenstiftende Ereignis bereits in der Vergangenheit liegt, erhielt die Klage entsprechenden Zusatz (praeteritis). Die Zusatzbezeichnung diente der Abgrenzung gegenüber der exceptio doli praesentis, mit der man nicht versuchte das zugrundeliegende Rechtsverhältnis selbst anzugreifen, sondern die daraus hergeleitete Klage selbst. Auch diese musste aus Sicht des Beklagten rechtsmissbräuchlich sein. Da „gegenwärtig“ (praesentis) verhandelt, erhielt sie die entsprechenden Bezeichnung.